# Veroli
Veroli (Vèroli /ˈvɛroli/) è un comune italiano di 19 407 abitanti della provincia di Frosinone nel Lazio.

## Geografia fisica

### Territorio
La città, situata sopra un rilievo dei Monti Ernici, si trova a 594 m s.l.m.; è il comune più esteso della provincia.
Il punto più alto è la Rocca di San Leucio, a 672 m s.l.m..

### Clima
Classificazione climatica: zona D, 2014 GR/G

## Origini del nome
L'etimologia del nome Veroli ha più possibili ipotesi. Tra le più importanti ricordiamo:
- Alcune ipotesi parlano di Verulum, dal diminutivo della parola veru "spiedo"[8], per indicare la sua forma che ricorda un po' uno spiedo.
- Un'altra ipotesi propone che il toponimo di Veroli derivi da Verolo, padrone di un possedimento in zona.
- Secondo Vittorio Giovardi, fondatore della omonima biblioteca, il toponimo latino Verulae deriva da verrus, che indica proiettili di piombo o da verruca che indica un luogo aspro e montuoso.
- Un'ipotesi affascinante si basa sul caso ablativo di Verulae, che presenta due varianti, Verulis e Virulis: letti come ver ulis e vir ulis significherebbero nell'ordine "primavera, pollone, fiore della semenza o virgulto di Ulisse" e "pollone o stirpe di Ulisse".[senza fonte]
- La teoria più accettata vuole che il toponimo di Veroli, nella radice ver /wɛr/, derivi dal verbo greco ἐρύω "proteggere, fare la guardia" (sviluppatosi dalla forma serǔ- srū-, imparentata col latino servare dello stesso significato del greco; da notare che nel dialetto dorico il verbo aveva la forma ϝερύω /weˈryɔː/)[9], e che il nome latino della città, Verŭlae, quest'ultimo un pluralia tantum, significhi "luoghi idonei alla difesa e alla sorveglianza".

## Storia
Veroli sarebbe presente già dal XII secolo a.C. L'antica Verŭlae era uno dei paesi alleati di Roma, come testimoniano le tavole dei Fasti Verulani: un calendario romano di marmo, risalente al I secolo d.C.
Nel 743 diviene sede vescovile, come ancora oggi testimoniano le numerose chiese presenti sul territorio.
Nel XVI secolo gli alleati spagnoli dei Colonna occupano la città. Una volta liberata, viene sottoposta ad un governo di cardinali. L'unione stretta con la Chiesa di Roma si fa sentire più volte nel corso del tempo. Tanto che verso il 1800 vengono linciati dalla popolazione dei borghesi che avevano preso parte alla Repubblica Romana dei giacobini.
Durante la seconda guerra mondiale la città fu  occupata dai tedeschi, in seguito dopo la liberazione degli alleati, la popolazione fu vittima degli stupri delle truppe marocchine.

## Monumenti e luoghi d'interesse

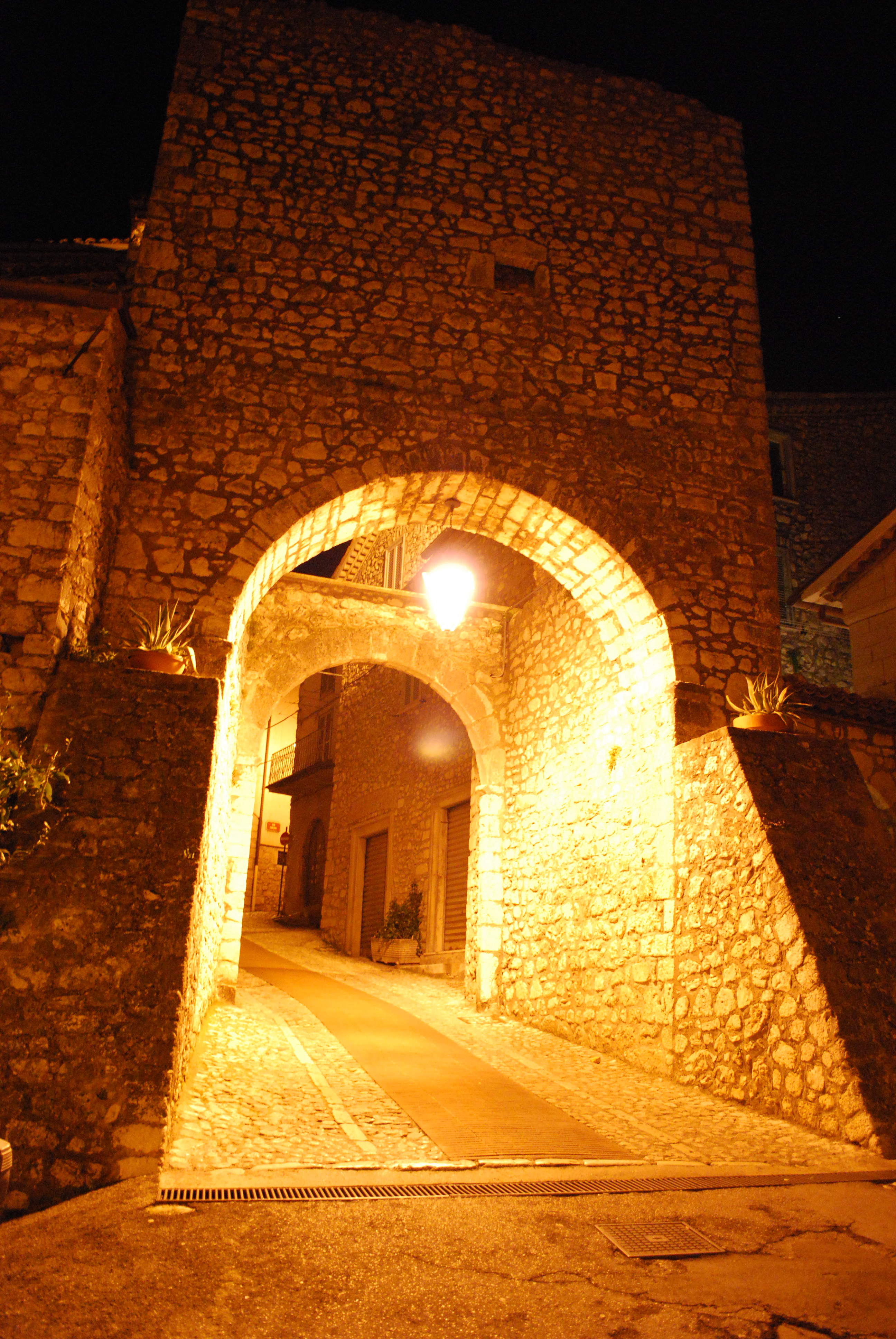
Porta di Santa Croce

### Architetture religiose
La Basilica di Santa Sàlome
Ospita le reliquie di Salome, protettrice della città. Tra il 1715 ed il 1740, fu fatta costruire dal vescovo di Veroli monsignor Lorenzo Tartagni da Forlì, la Scala Santa composta da 12 gradini di marmo. Nell'undicesimo gradino è racchiusa una reliquia del legno della Croce.
- Nel territorio del comune di Veroli, si trova anche l'importante abbazia di Casamari.
- Chiesa Santa Maria di Reggimento

### Architetture civili
- La rocca di San Leucio: è il punto più alto della città situato nella parte settentrionale, ed è un borgo risalente al IX secolo. Fin dal momento della fondazione di Veroli, San Leucio ha rappresentato un solido sistema di difesa e controllo, grazie a due elementi fondamentali: la sua posizione strategica e le imponenti mura megalitiche costruite degli ernici. Durante il X secolo venne eretta una rocca, appartenente alla Camera Apostolica, in cui venne imprigionato papa Giovanni XIII nel 965 d.C.; in seguito accolse anche la figura di papa Alessandro III in fuga da Roma, in quanto occupata da Federico Barbarossa. Nel 1406 le mura vennero deteriorate da Ladislao di Durazzo, re di Napoli e Ungheria, il quale attaccò la città.[13] Tuttavia, è possibile ancora oggi ammirare il percorso completo della cinta muraria attraverso una passeggiata archeologica. Inoltre in corrispondenza della rocca sorge una chiesa romanica dedicata a san Leucio, vescovo nel 1079 sotto il pontificato di papa Gregorio VII.[14]

- La piazza Mazzoli e Sant' Andrea: ospita ancora oggi gli uffici del comune e la concattedrale di Sant'Andrea.
- Il declivio di Santa Croce: è la parte più bassa della città.
- Palazzo Quinones, del 1500 e residenza del cardinale Quinones[15].
- Palazzo Comunale[16]
- Palazzo Episcopale[17]
- Palazzo Campanari[18]
- Palazzo Franchi[19]

## Società

### Evoluzione demografica
Abitanti censiti

### Tradizioni e folclore
Veroli resta a tutt'oggi un paese legato alla tradizione cattolica, ed alla sua tradizione più in generale.
Sul territorio sorgono infatti numerose chiese, e per ognuna vi è un culto particolare dedicato.
Tutte le chiese, nel giorno del Giovedì santo, organizzano una commemorazione floreale di uno dei passi della vita del Cristo o della sua resurrezione.
Particolarmente evocativa risulta quella della Madonna dell'Addolorata: la chiesa nel Venerdì santo è drappeggiata a lutto e la Madonna, con il cuore trafitto da un pugnale piange sulla salma del figlio. La statua di questa Madonna ha i capelli veri, dono votivo di una donna del paese. Anche il suo velo, sempre nero, è un dono di una donna verolana.
Gli ex voto più pittoreschi possono essere visti nella cappella della Madonna dell'Olivella, situata nella parte bassa del paese: all'Olivella, per l'appunto.

## Cultura

### Biblioteche
Nel territorio cittadino sorgono due importanti biblioteche della Valle Latina: la biblioteca Giovardiana e la Biblioteca Statale del Monumento Nazionale di Casamari.
Musei
Museo archeologico nazionale dei popoli italici
Museo della civiltà rurale
Museo delle erbe
Museo della civiltà ciociara
Museo civico
Fasti Verolani, all'interno di casa Reali

### Eventi
- Fasti Verulani; Il più importante tra gli eventi culturali che si svolgono nel comune di Veroli sono i Fasti Verulani, festival internazionale del teatro di strada, la cui prima edizione ha avuto luogo nel 1999; nell'ultima settimana di luglio artisti italiani e stranieri, giocolieri, clowns, acrobati, mimi e musicisti, invadono le strade e le piazze del centro storico verolano, offrendo i loro spettacoli ai numerosi turisti.
- Festival Lirico di Casamari; in estate si svolgono il Festival Lirico di Casamari, che ha luogo nei giardini della celebre abbazia, e la rassegna nazionale di musica popolare Ernica Etnica.

## Geografia antropica

### Frazioni
- Aia le monache
- Bagnara
- Casamari
- Case Ciamé
- Case Cibba
- Case Cocco
- Case Cocchi
- Case Fiorini
- Case Gattone
- Case Iaboni
- Case Neccia
- Case Palmerini-Oste
- Case Panetta
- Case Pinciveri
- Case Ricci
- Case Scaccia
- Case Sciascia
- Case Volpi
- Casino Spani
- Castello
- Castelmassimo
- Chiarano

- Colleberardi
- Colle Capito
- Colle Ciaffone
- Colle Grosso
- Colle Martino
- Cona dei Greci
- Cotropagno
- Crescenzi
- Crocifisso
- Fontana Fratta
- Gaude
- Giglio
- I Cerri
- La Mosca
- Le Prata
- Madonna degli Angeli
- Madonna della Vittoria
- Madonna del Pianto
- Madonna di Foiano
- Ponte Vasagalli
- Puppari

- San Cristoforo
- San Filippo
- San Giuseppe le Prata
- Santa Francesca
- Santa Maria Amaseno
- Sant'Angelo in Villa
- Sant'Anna
- San Vito
- Speluca
- Scifelli
- Stero Mancini
- Tondarella
- Tor dei Venti
- Torre Caravicchia
- Tretticatore
- Vado Amaseno
- Valle Amaseno
- Valle Sant'Andrea
- Vernieri
- Virano
- Viranello

## Economia
Di seguito la tabella storica elaborata dall'Istat a tema Unità locali, intesa come numero di imprese attive, ed addetti, intesi come numero di addetti delle imprese locali attive (valori medi annui).
|           | 2015                  |                              |                            |                |                       |                     | 2014                  |                | 2013                  |                |
| --------- | --------------------- | ---------------------------- | -------------------------- | -------------- | --------------------- | ------------------- | --------------------- | -------------- | --------------------- | -------------- |
|           | Numero imprese attive | % Provinciale Imprese attive | % Regionale Imprese attive | Numero addetti | % Provinciale Addetti | % Regionale Addetti | Numero imprese attive | Numero addetti | Numero imprese attive | Numero addetti |
| Veroli    | 1.527                 | 4,54%                        | 0,34%                      | 4.214          | 3,95%                 | 0,27%               | 1.522                 | 4.331          | 1.570                 | 4.640          |
| Frosinone | 33.605                |                              | 7,38%                      | 106.578        |                       | 6,92%               | 34.015                | 107.546        | 35.081                | 111.529        |
| Lazio     | 455.591               |                              |                            | 1.539.359      |                       |                     | 457.686               | 1.510.459      | 464.094               | 1.525.471      |

Nel 2015 le 1.527 imprese operanti nel territorio comunale, che rappresentavano il 4,54%  del totale provinciale (33.605 imprese attive), hanno occupato 4.214 addetti, lo 3,95 % del dato provinciale; in media, ogni impresa nel 2015 ha occupato poco meno di tre addetti (2,76).

### Artigianato
Tra le attività economiche più tradizionali, diffuse e rinomate vi sono quelle artigianali, come la lavorazione e l'arte del ferro, del rame, del ricamo, del merletto e del legno, finalizzata, quest'ultima, al settore dell'arredamento, e in particolar modo alla produzione di sedie con caratteristiche campagnole.

## Amministrazione
Nel 1927, a seguito del riordino delle circoscrizioni provinciali stabilito dal regio decreto n. 1 del 2 gennaio 1927, per volontà del governo fascista, quando venne istituita la provincia di Frosinone, Veroli passò dalla provincia di Roma a quella di Frosinone.
| Periodo        | Periodo        | Primo cittadino   | Partito                       | Carica  | Note          |
| -------------- | -------------- | ----------------- | ----------------------------- | ------- | ------------- |
| 23 aprile 1995 | 26 giugno 2004 | Danilo Campanari  | Coalizione di Centro-sinistra | Sindaco | [ 31 ] [ 32 ] |
| 27 giugno 2004 | 25 maggio 2014 | Giuseppe D'Onorio | Coalizione di Centro-sinistra | Sindaco | [ 33 ] [ 34 ] |
| 26 maggio 2014 | 9 giugno 2024  | Simone Cretaro    | Coalizione di Centro-sinistra | Sindaco | [ 35 ]        |
| 10 giugno 2024 | in carica      | Germano Caperna   | Lista civica                  | Sindaco | [ 36 ]        |

### Gemellaggi
Veroli è gemellata con:
- Bruck an der Mur
- Spinea

È inoltre confederata con i comuni di Alfedena, Atina e Palestrina.

### Altre informazioni amministrative
- Fa parte della Comunità montana Monti Ernici.

## Sport

### Pallacanestro
- Veroli Basket che, nel campionato 2019-2020, milita nel campionato maschile di Serie C Silver[39].